# Bjarne Eltang
Bjarne Eltang (27 de julio de 1960-17 de enero de 2023) fue un deportista danés que compitió en remo. Ganó cuatro medallas en el Campeonato Mundial de Remo entre los años 1981 y 1986.

## Palmarés internacional
| Campeonato Mundial | Campeonato Mundial       | Campeonato Mundial | Campeonato Mundial      |
| Año                | Lugar                    | Medalla            | Prueba                  |
| ------------------ | ------------------------ | ------------------ | ----------------------- |
| 1981               | Múnich (RFA)             | Medalla de bronce  | Doble scull ligero      |
| 1983               | Duisburgo (RFA)          | Medalla de oro     | Scull individual ligero |
| 1984               | Montreal (Canadá)        | Medalla de oro     | Scull individual ligero |
| 1986               | Nottingham (Reino Unido) | Medalla de plata   | Scull individual ligero |